# Вітальна листівка

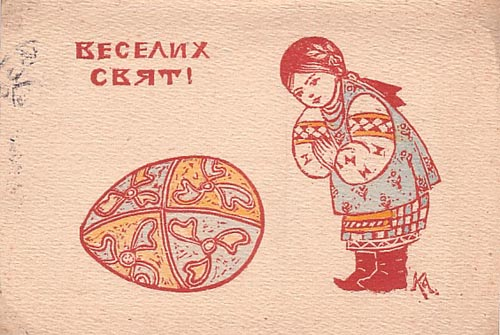
Вітальна листівка 1916 року

Віта́льна листі́вка, також листі́вка — коротка листівка на цупкому прямокутному аркуші паперу, що зазвичай містить вітальне повідомлення. Вітальні листівки є поширеним способом привітання колег, рідних та друзів зі святами (Різдвом, Великоднем, уродинами тощо).